# 불이농촌
불이농촌은 전북특별자치도 군산시 산북동에 있다. 2008년 12월 30일 군산시의 향토문화유산 제16호로 지정되었다.

## 개요
불이농촌은 불이흥업주식회사가 중심이 되어 조선인들의 노동력으로 수리조합을 통하여 농지에 물을 공급하고 방대한 넓이의 간척지를 조성한 이주지역이다. 불이농촌의 간척지는 원래 등정관태랑(藤井寬太郞)이 지주경영을 목적으로 건설한 것을 일제 당국이 일본인 이주지로 목적을 바꾼 것으로, 일본 국가자본 지원 아래 조성되어 일제의 지주적 농정아래 조선농민을 소작인으로 지배하고 일본인을 조선에 이주시키고 자작농업으로 성장시켜(自作農創定事業) 일본내의 농업문제를 해결하고 조선을 일본화하려는 정책이었다.
일본인 이주민들에게는 1호당 3정보와 주택 1동, 이주자금으로 300원을 지원해주었고 이외에 다양한 혜택을 주었다.